# Villa Anita
La Villa Anita és una obra del municipi de Sant Cugat del Vallès (Vallès Occidental) inclosa en l'Inventari del Patrimoni Arquitectònic de Catalunya.

## Descripció

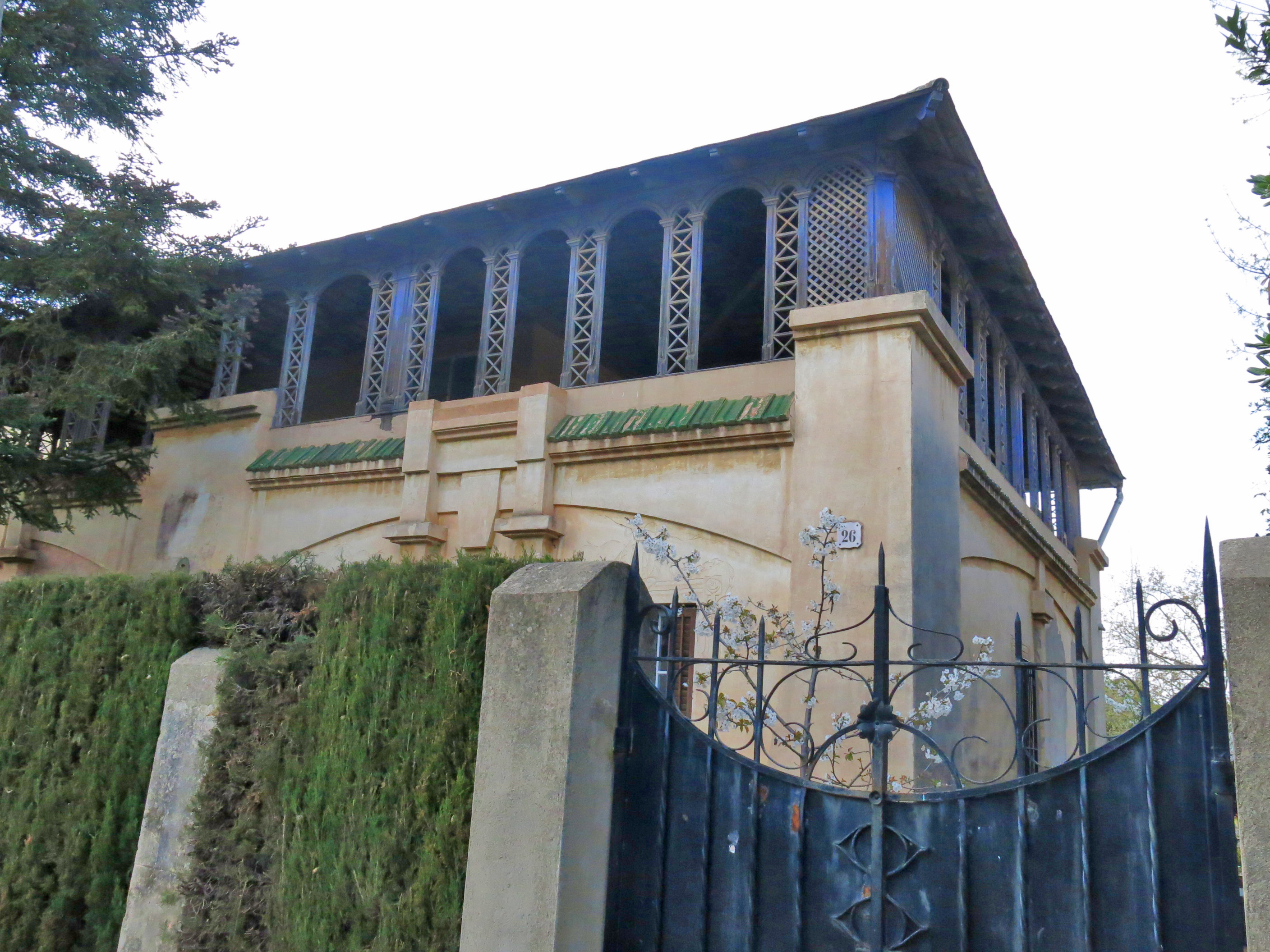
Façana del carrer Bergara

Torre aïllada envoltada de jardí i amb sortida a dos carrers. El més característic és la manera en què està resolta la coberta. És una coberta a quatre vessants i és de plaques d'uralita. Està sustentada sobre una estructura de pilars i arcs de fusta que originen una galeria per damunt de la planta. Per sota de la teulada es poden observar uns grans cavalls de fusta. Tota l'estructura està pintada de color blau. A una de les façanes hi ha un Sant Jordi fet de ceràmica de rajola. Aquesta estructura de fusta guarda relació amb altres construccions de la mateixa època també de fusta que es van realitzar a Sant Cugat.

## Història
El 1915 es demanen llicències d'obres. Inicialment foren dues cases adossades. L'estructura de fusta fou realitzada alguns anys després.